# Ludwig Schmitz (Schauspieler)
Ludwig Schmitz (* 28. Januar 1884 in Köln; † 29. Juni 1954 in Hannover) war ein deutscher Schauspieler.

## Leben
Ludwig Joseph Schmitz, Sohn des Kappenmachermeisters Joseph Schmitz und seiner Ehefrau Louise geb. Klubschewsky arbeitete im väterlichen Betrieb und nahm nebenher Schauspielunterricht. Um die Jahrhundertwende erhielt er sein erstes Engagement am Stadttheater Nordhausen, 1902/03 war er in Hofgeismar, danach in Delitzsch, Wismar und Düren.
Längere Zeit hielt er sich am Hof- und Nationaltheater Mannheim auf, 1927 bis 1929 spielte er am Düsseldorfer Schauspielhaus unter Walter Bruno Iltz, 1930 bis 1933 am Stadttheater Münster, danach am Schauspielhaus München. Als „kleiner Dicker“ war Ludwig Schmitz bald auf komische Rollen festgelegt und galt als typischer Vertreter des Kölner Humors. Ab 1937 wirkte Schmitz vor allem an Berliner Bühnen.
Besonders im Film konnte Schmitz sein komödiantisches Talent entfalten. Er erhielt mehrere kleine Rollen, in denen er sich als unverwüstliche rheinische Frohnatur präsentierte. Von September 1939 bis September 1940 gestaltete er zusammen mit dem Düsseldorfer Schauspieler Jupp Hussels die propagandistischen Wochenschau-Beiträge Tran und Helle, in denen er den begriffsstutzigen Tran verkörperte.
Obwohl seit dem 1. März 1934 Mitglied der SS und seit dem 1. Mai 1937 Mitglied der NSDAP, wurde Schmitz „wegen unwürdigen Verhaltens“ 1941 für den deutschen Film gesperrt. Erst in den 50er Jahren war der beliebte Komiker wieder im bundesdeutschen Kino zu sehen, bis er nach einem Herzanfall verstarb. Er wurde auf dem Waldfriedhof Lauheide bei Telgte beigesetzt.

## Filmografie
- 1934: Es knallt (Kurzfilm mit Karl Valentin)
- 1934: Um das Menschenrecht
- 1934: Peer Gynt
- 1935: Der ahnungslose Engel
- 1936: Die große und die kleine Welt
- 1937: Urlaub auf Ehrenwort
- 1938: Der Maulkorb
- 1938: Das Mädchen mit dem guten Ruf
- 1938: Großalarm
- 1938: Schwarzfahrt ins Glück
- 1938: Skandal um den Hahn
- 1938: Eine Nacht im Mai
- 1938: Das Verlegenheitskind
- 1938: Dreizehn Mann und eine Kanone
- 1939: Schneider Wibbel
- 1939–1940: Tran und Helle (47 Kurzfilme)
- 1939: Rheinische Brautfahrt
- 1939: Hurra! Ich bin Papa!
- 1939: Kornblumenblau
- 1940: Weltrekord im Seitensprung
- 1940: Der dunkle Punkt
- 1940: Die letzte Runde
- 1941: Familienanschluß
- 1941: Komödianten
- 1944: Opfergang
- 1950: Dreizehn unter einem Hut
- 1951: Grün ist die Heide
- 1952: Drei Tage Angst
- 1952: Pension Schöller
- 1952: Das Land des Lächelns
- 1952: Mikosch rückt ein
- 1952: Der fröhliche Weinberg
- 1952: Du bist die Rose vom Wörthersee
- 1952: Am Brunnen vor dem Tore
- 1952: Tausend rote Rosen blühn
- 1953: Von Liebe reden wir später
- 1953: Knall und Fall als Detektive
- 1953: Der keusche Josef
- 1953: Wenn am Sonntagabend die Dorfmusik spielt
- 1954: Der treue Husar
- 1954: Ännchen von Tharau

## Veröffentlichung
- Ludwig Schmitz: Verschmitztes. Bergwald-Verlag Walter Paul, Mühlhausen/Th., Leipzig 1941 (sechs Auflagen, mit der vierten Auflage 1943 inhaltliche Änderungen).